# Киайдзюцу
Киайдзюцу (яп. 気合術, «искусство киай») — японское эзотерическое искусство управления собственным и вражеским психическим и физическим состояниями при помощи различных техник, в частности с помощью боевого клича киай (яп. 気合, ромадзи: kiai).
Во времена феодальной Японии считалось, что мастер, владеющий техниками киайдзюцу, мог при помощи крика-киай как ранить, так и исцелить человека.

## Описание
Слово «киай» представляет собой сочетание двух иероглифов: ки (яп. 気) и ай (яп. 合), в дословном переводе означающих «энергия» или «дух» и «присоединение» или «применение». Следует отличать понятие киай от айки: то, что происходит внутри человека, излучаемая им аура, заключающаяся в выражении уверенности в себе, — это киай; воздействие, оказываемое этой аурой на врага, — это айки. Киай — это духовная энергия, в то время как айки — её физическая интерпретация.
В основе философии киайдзюцу лежит идея о том, что разум следует за мощью тела, благодаря чему его сила проявляется внешне. Применение боевого клича киай преследует четыре важных аспекта:
1. увеличение силы атаки за счёт правильного дыхания;
2. деморализация противника за счёт испуга, удивления;
3. демонстрация силы как тела, так и духа;
4. избавление разума от страха, мотивация, повышение уверенности в себе и своих силах.

На сегодняшний день техники киайдзюцу присутствуют во многих школах боевых искусств в качестве вспомогательной техники (дыхательного упражнения) для увеличения силы выполняемых приёмов. В айкидо и дзюдзюцу киай применяется для отвлечения внимания противника от его первоначальной цели, что даёт возможность обороняющемуся легче и быстрее применить защитную технику.

## Интересные факты
- В книге Лоры Джо Роулэнд «Жена самурая» главный герой расследует смерть влиятельного министра, убитого при помощи древней энергетической техники киайдзюцу[7].